# Guillaume de Joyeuse
Pour les articles homonymes, voir Joyeuse et Guillaume II.
Guillaume II de Joyeuse (1520-1592), vicomte de Joyeuse, est un maréchal de France du XVIe siècle.
Pendant les guerres de religion, il exerce la fonction de lieutenant général du Languedoc et s'opposa à de nombreuses reprises contre son gouverneur Henri de Montmorency-Damville. Il est le père d'Anne de Joyeuse, principal favori du roi Henri III. Décédé en janvier 1592, au château de Couiza, d'après Pierre de Vaissière (Messieurs de Joyeuse) en sa maison d'Aubenas d'après Louis de Montravel.

## Biographie
Petit fils de Tanneguy de Joyeuse.
Neveu de Guillaume Ier, qui fut évêque d'Alet sous le nom de Guillaume V, mort en 1540. Il est le fils de Jean de Joyeuse et de Françoise de Voisins, dame d'Arques. Il fait partie de la maison de Joyeuse.
Il se destina d’abord à l’Église. Il posséda, de 1541 à 1554, du vivant de son frère aîné, l’évêché d’Alet sous le nom de Guillaume VI. Mais la mort de son frère l’ayant fait chef de la famille, et n’ayant pas encore prononcé ses vœux, il renonça à l’état ecclésiastique et embrassa la carrière des armes. Il est seigneur de Saint-Didier, de Laudun, de Puyvert et d’Arques.
Il ne semble pas qu’il y ait brillé d’une manière particulière. Nommé lieutenant général en Languedoc par Charles IX, il lutta activement contre les huguenots. Maréchal de France en 1582, il rejoint la Ligue en 1589. Il s'opposa au gouverneur du Languedoc, Henri Ier de Montmorency, plus proche des protestants. Il ne put empêcher le massacre de la Saint-Barthélemy de se reproduire à Toulouse. Le roi Henri III l’éleva à la dignité de maréchal de France en 1582.
Il mourut fort âgé ayant vu mourir avant lui quatre de ses fils. Il repose sans doute dans l'église des Cordeliers de Limoux. Il était très attaché au splendide château de Couiza (Aude).
Selon d'autrs sources, il décéde et est inhumé à Limoux , puis transfèrè dans un caveau familial en l'église Saint Jean Baptiste de Couiza

## Descendance
Il se marie en 1559 avec Marie de Batarnay (1539-1595), fille de René de Batarnay et Isabeau de Savoie, arrière-petite-fille d'Imbert de Batarnay. Ils ont plusieurs enfants :
- Anne de Joyeuse (1560-1587) épouse en 1581 Marguerite de Lorraine-Vaudémont, demi-sœur de la reine Louise (1564-1625) ; sans postérité. Créé duc et pair la même année.
- François de Joyeuse (1562-1615), archevêque de Rouen (1604-1615) et cardinal (1584)
- Henri de Joyeuse (1563-1608), 3e duc de Joyeuse, épouse en 1581 Catherine de Nogaret de La Valette (1566-1587), puis capucin et maréchal de France. Sa fille née en 1585, Henriette Catherine de Joyeuse, est la dernière représentante de la famille de Joyeuse et la 4e duchesse de Joyeuse
- Antoine Scipion de Joyeuse (1565-1592), Grand prieur de l'ordre de Saint-Jean de Jérusalem de Toulouse, 2e duc de Joyeuse
- Georges de Joyeuse (1567 - 1584) épouse en 1583 Claude de Moy (1572-1627), marquise de Moy; sans postérité
- Honorat de Joyeuse (mort jeune)
- Claude de Joyeuse, seigneur de Saint-Sauveur (1569-1587), tué à la bataille de Coutras

## Armoiries
| Figure | Blasonnement |
|        | Écartelé en 1 et 3 d'or à trois pals d'azur, au chef de gueules, chargé de trois hydres d'or (Chateauneuf-Randon de Joyeuse), en 2 et 4 d'azur au lion d'argent à la bordure de gueules chargé de huit fleurs de lis d'or (Saint-Didier). |